# Kanhya Lal Yadav
Kanhya Lal Yadav (ur. 1 sierpnia 1985) – indyjski zapaśnik walczący w stylu klasycznym. Zajął 38. miejsce na mistrzostwach świata w 2007. Mistrz Wspólnoty Narodów w 2007 roku.